# Kazuo Ishiguro
Pour les articles homonymes, voir Ishiguro.
Sir Kazuo Ishiguro (石黒 一雄, Ishiguro Kazuo), né le 8 novembre 1954 à Nagasaki, est un écrivain, romancier,  musicien et scénariste d'origine japonaise naturalisé britannique en 1983.
Le 5 octobre 2017, il obtient le prix Nobel de littérature car « il a révélé, dans des romans d’une grande force émotionnelle, l’abîme sous l’illusion que nous avons de notre relation au monde », selon l'explication de l'Académie suédoise.

## Biographie
Kazuo Ishiguro est né au Japon, à Nagasaki, le 8 novembre 1954. Il est le fils de Shizuo Ishiguro, un océanographe, et de son épouse Shizuko. Il a deux sœurs.
En 1960, toute la famille part s'installer au Royaume-Uni et emménage à Guildford, dans le Surrey, afin que Shizuo Ishiguro puisse travailler en tant que chercheur au National Institute of Oceanography, situé à Southampton.
Kazuo Ishiguro fait sa scolarité primaire dans le Surrey. Ses parents ne pensant rester que temporairement en Angleterre, ils préparent l'enfant à poursuivre le reste de son existence au Japon. Ce retour ne se fera pas.
Ishiguro suit ses études de littérature et de philosophie dans les universités du Kent et d'East Anglia, et est employé comme travailleur social à Glasgow et à Londres. Puis il se consacre à l'écriture à partir de 1982 et reste de manière définitive en Grande-Bretagne, aux côtés de sa femme, Lorna MacDougall, qu'il a épousée en 1986, et de leur fille Naomi, née en 1992.

## Carrière littéraire
Kazuo Ishiguro écrit tous ses livres en langue anglaise, bien qu’il ait été élevé par des parents japonais, dans un foyer où l’on parlait cette langue. À l’exception du Géant enfoui (2015), tous ses romans sont rédigés à la première personne.
La plupart d'entre eux se situent dans le passé : Auprès de moi toujours (2005) possède certaines caractéristiques de la science-fiction, avec des éléments futuristes, mais se situe dans les années 1980-1990. L'auteur apprécie les périodes d’avant ou d’après-guerre, car le thème de la remise en question des valeurs et des idées d’une époque lui plaît particulièrement.
Ses livres se situent principalement en Europe, en Angleterre ou au Japon (pour les deux premiers). Son quatrième roman, L’Inconsolé, paru en 1995, où il aborde entre autres les thèmes du déni et de l’oubli, se déroule dans une ville d’Europe centrale.
Ishiguro publie son premier livre Lumière pâle sur les collines en 1982, dans lequel il aborde le thème de la culpabilité parentale. C’est avec ce texte que l’auteur est dévoilé au public : il rencontre immédiatement le succès.
En 1986, Kazuo Ishiguro commence à acquérir une notoriété internationale avec son deuxième roman, An Artist of the Floating World (Un artiste du monde flottant) , qui est distingué par le prix littéraire Whitbread (Whitbread Book Award) et sélectionné pour le Booker Prize. Le livre met en scène un artiste japonais qui, au lendemain de la Seconde Guerre mondiale, est amené au travers de ses relations avec ses enfants et petits-enfants à remettre en question les idées et l’attitude qu’il a eues pendant la période militariste et coloniale de l'empire du Japon, qui s'acheva avec la guerre du Pacifique.

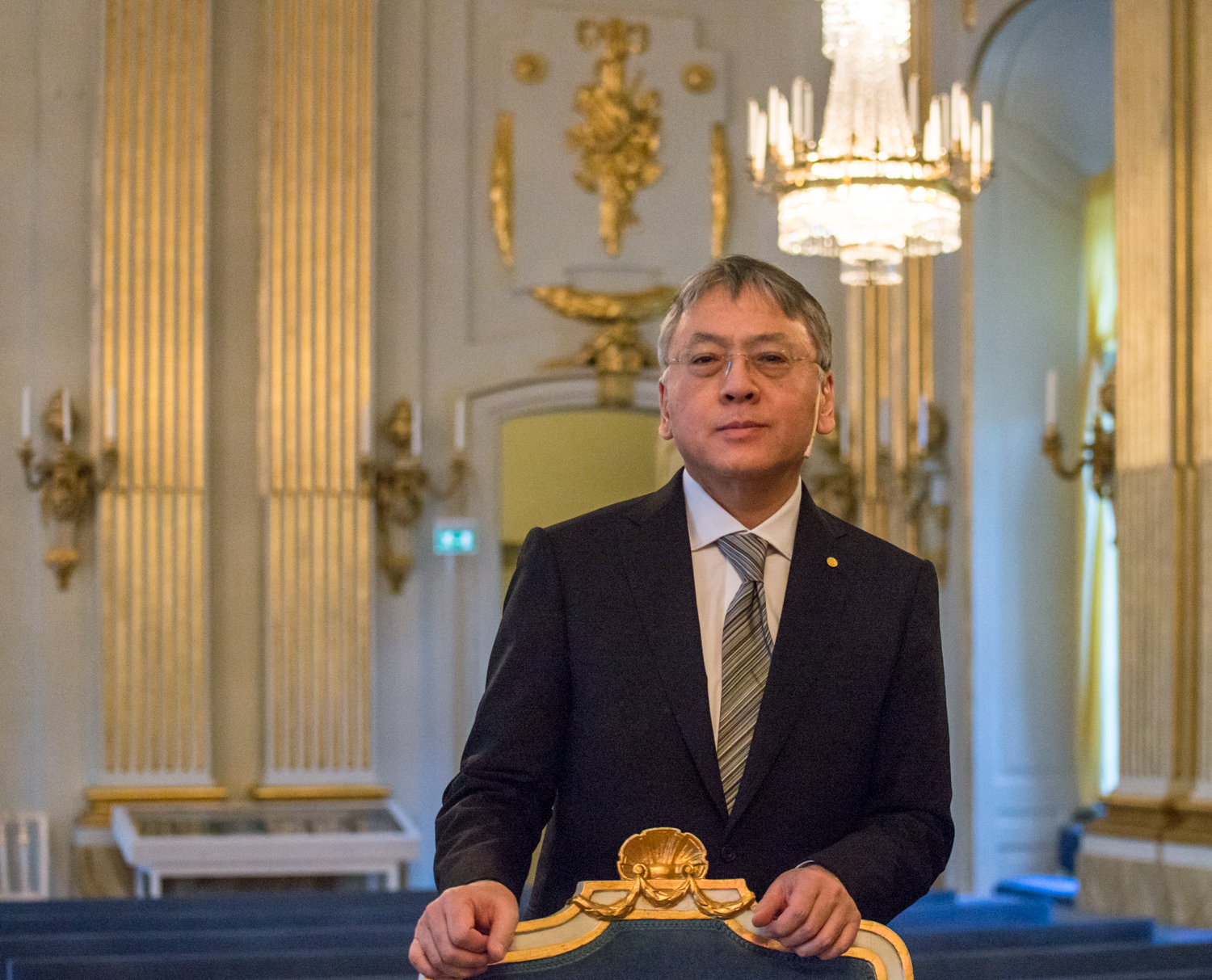
Kazuo Ishiguro en 2017, lors de l'attribution du prix Nobel.

C’est en 1989 que paraît le plus célèbre de ses livres : Les Vestiges du jour, qui a connu un grand succès en librairie et a été récompensé par le Booker Prize la même année. Il est adapté au cinéma par James Ivory en 1993, avec Anthony Hopkins dans le rôle du majordome James Stevens.
Dans une interview donnée en 1990, il confie : « Si j’écrivais sous un pseudonyme, et que quelqu’un d’autre posait pour moi en quatrième de couverture, je suis sûr que personne ne dirait cet homme me fait penser à un auteur japonais. » Parmi les auteurs qui l'ont influencé, il cite Jun'ichirō Tanizaki, Fiodor Dostoïevski ou encore Marcel Proust. Il précise que l’influence japonaise la plus présente dans son œuvre émane du cinéma de Yasujirō Ozu et de Mikio Naruse.
Le 5 octobre 2017, il reçoit le prix Nobel de littérature pour l’ensemble de son œuvre. L’académie suédoise estime qu’Ishiguro est un écrivain « qui, dans des romans d’une grande force émotionnelle, a révélé les abîmes que dissimulent notre conviction illusoire d’être connectés au monde ». La secrétaire permanente de l’académie, Sara Danius, souligne que l’univers de l’auteur mêle les styles de Jane Austen, de Franz Kafka, mais aussi de Marcel Proust.

## Décorations
- Officier de l'ordre de l'Empire britannique (OBE)
- Membre de l'ordre des Compagnons d'honneur (CH)[9]
- Chevalier de l'ordre des Arts et des Lettres

## Œuvre

### Romans
- A Pale View of Hills (1982) - Lauréat du Winifred Holtby Prize de la Royal Society of Literature 1982 Publié en français sous le titre Lumière pâle sur les collines, traduit par Sophie Mayoux, Paris, Presses de la Renaissance, coll. « Les romans étrangers », 1984  (ISBN 2-85616-297-5) ; réédition, Paris, 10/18, coll. « Domaine étranger » no 2122, 1990  (ISBN 2-264-01441-5) ; réédition, Paris, Gallimard, coll. « Folio » no 4931, 2009  (ISBN 978-2-07-038984-1-)
- An Artist of the Floating World (1986) - lauréat du Whitbread Book 1986 Publié en français sous le titre Un artiste du monde flottant, traduit par Denis Luthier, Paris, Presses de la Renaissance, coll. « Les romans étrangers », 1987  (ISBN 2-85616-413-7) ; réédition, Paris, 10/18, coll. « Domaine étranger » no 2121, 1990  (ISBN 2-264-01442-3) ; réédition, Paris, Gallimard, coll. « Folio » no 4862, 2009  (ISBN 978-2-07-036814-3)
- The Remains of the Day (1989) - lauréat du Booker Prize 1989 Publié en français sous le titre Les Vestiges du jour, traduit par Sophie Mayoux, Paris, Presses de la Renaissance, coll. « Les romans étrangers », 1990  (ISBN 2-85616-542-7) ; réédition, Paris, 10/18, coll. « Domaine étranger » no 2191, 1991  (ISBN 2-264-01619-1) ; réédition, Paris, Belfond, 1994  (ISBN 2-85616-542-7) ; réédition, Paris, Calmann-Lévy, 2001  (ISBN 2-7021-3239-1) ; réédition, Paris, Gallimard, coll. « Folio » no 2040, 2010  (ISBN 978-2-07-041670-7)
- The Unconsoled (1995) Publié en français sous le titre L'Inconsolé, traduit par Sophie Mayoux, Paris, Calmann-Lévy, 1997  (ISBN 2-7021-2662-6) ; réédition, Paris, 10/18, coll. « Domaine étranger » no 3077, 2002  (ISBN 2-264-03495-5) ; réédition, Paris, Gallimard, coll. « Folio » no 5039, 2010  (ISBN 978-2-07-035945-5)
- When We Were Orphans (2000) Publié en français sous le titre Quand nous étions orphelins, traduit par François Rosso, Paris, Calmann-Lévy, 2001  (ISBN 2-7021-3216-2) ; réédition, Paris, 10/18, coll. « Domaine étranger » no 3455, 2002  (ISBN 2-264-03374-6) ; réédition, Paris, Gallimard, coll. « Folio » no 4986, 2009  (ISBN 978-2-07-035946-2)
- Never Let Me Go (2005) Publié en français sous le titre Auprès de moi toujours, traduit par Anne Rabinovitch, Paris, Éditions des 2 terres, 2006  (ISBN 2-84893-019-5) ; réédition, Paris, Gallimard, coll. « Folio » no 4659, 2008  (ISBN 978-2-07-034192-4)
- The Buried Giant (2015)[10],[11] Publié en français sous le titre Le Géant enfoui, traduit par Anne Rabinovitch, Paris, Éditions des 2 terres, 2015  (ISBN 978-2-84893-213-2) ; réédition, Paris, Gallimard, coll. « Folio » no 6118, 2016  (ISBN 978-2-07-046510-1)
- Klara and the Sun (2021)[12] Publié en français sous le titre Klara et le Soleil, traduit par Anne Rabinovitch, Gallimard, 2021, 386 pages  (ISBN 978-2-07-290920-7)

### Recueil de nouvelles
- Nocturnes: Five Stories of Music and Nightfall (2009) Publié en français sous le titre Nocturnes : Cinq nouvelles de musique au crépuscule, traduit par Anne Rabinovitch, Paris, Éditions des 2 terres, 2010  (ISBN 978-2-84893-073-2) ; réédition, Paris, Gallimard, coll. « Folio » no 5307, 2011  (ISBN 978-2-07-044216-4)

### Nouvelles
- "A Strange and Sometimes Sadness", "Waiting for J" et "Getting Poisoned" dans Introduction 7: Stories by New Writers, Faber & Faber, 1981. Inédites en français
- "A Family Supper" dans Firebird 2: Writing Today, 1983. Reprise dans The Penguin Collection of Modern Short Stories (Textes réunis par Malcolm Bradbury), Penguin, 1987. Reprise dans Esquire, mars 1990. Inédite en français
- "The Summer After the War" dans Granta 7, 1983. Publiée en français sous le titre L'été, après la guerre, dans Le Serpent à Plumes n°5, traduite par Sophie Mayoux, 1989. Traduction reprise en édition hors commerce, L'Œil de la lettre, 1990
- "October 1948" dans Granta 17, 1985. Non traduite en français
- "A Village After Dark" dans New Yorker, 21 mai 2001. Publiée en français sous le titre Un village à la nuit tombée, traduite par François Rosso, Calmann-Lévy, 2001 (BNF 37648327)

### Chansons
Ishiguro a signé plusieurs textes pour la chanteuse de jazz américaine Stacey Kent, notamment pour ses albums Breakfast on The Morning Tram (EMI, 2007) et The Changing Lights (2013).

## Filmographie

### Scénarios originaux

#### Au cinéma
- 2003 : The Saddest Music in the World, film canadien réalisé par Guy Maddin, scénario de Ishiguro réécrit par George Toles et le réalisateur, avec Mark McKinney et Isabella Rossellini
- 2005 : La Comtesse blanche (The White Countess), film américano-britannico-chinois réalisé par James Ivory, avec Ralph Fiennes et Natasha Richardson

#### À la télévision
- 1984 : A Profile of Arthur J. Mason, téléfilm britannique réalisé par Michael Whyte pour la Channel 4, avec Charles Gray, Bernard Hepton et Cherie Lunghi
- 1987 : The Gourmet, téléfilm britannique réalisé par Michael Whyte pour la BBC, avec Charles Gray

### Scénarios adaptés
- 2022 : Vivre (Living) d'Oliver Hermanus

### Adaptations de son œuvre au cinéma

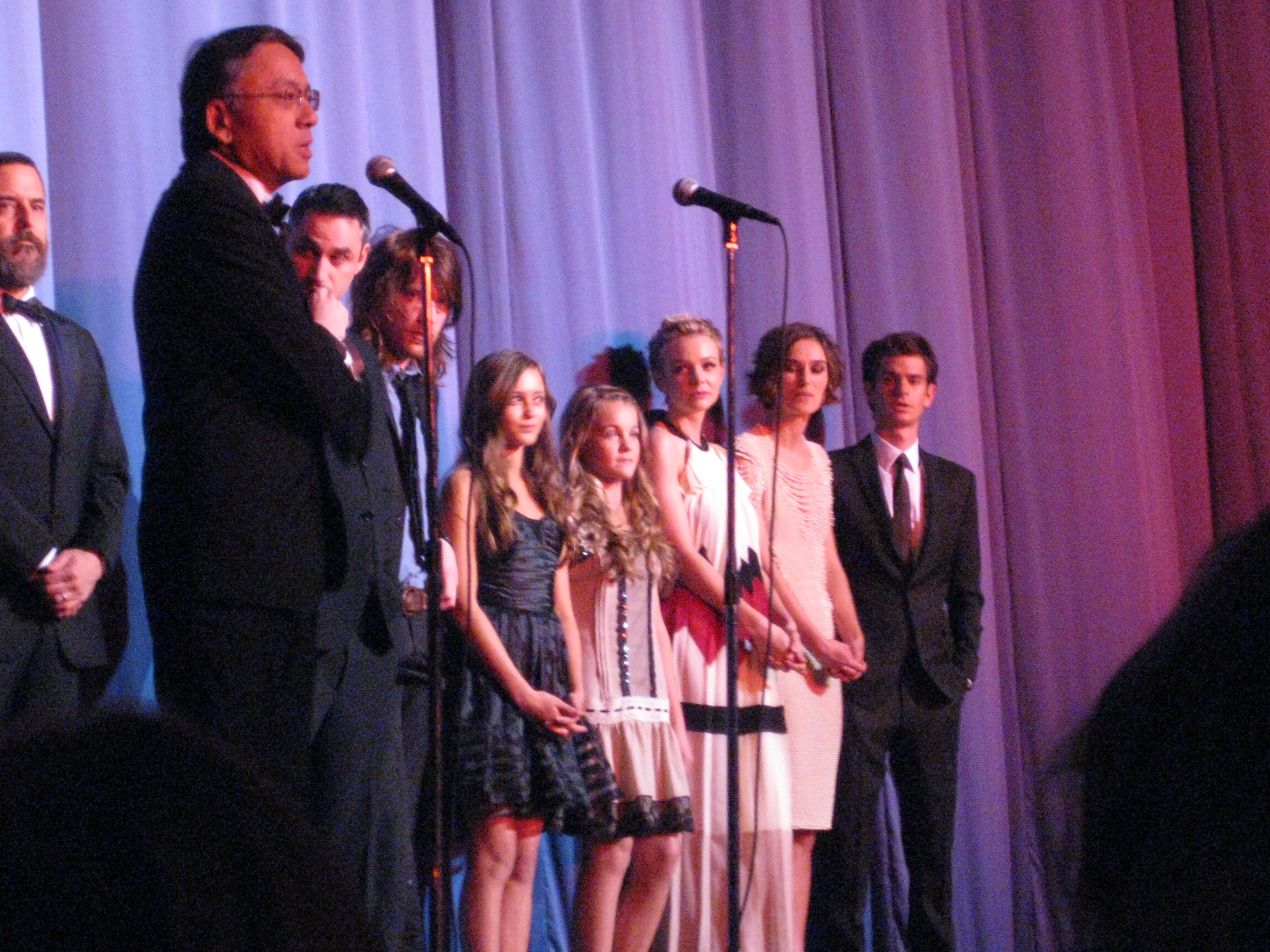
Ishiguro en compagnie des interprètes de Never Let Me Go (2010)

- 1993 : Les Vestiges du jour (The Remains of the Day), film américano-britannique réalisé par James Ivory, adaptation du roman éponyme publié en 1989, scénario signé Ruth Prawer Jhabvala, avec Anthony Hopkins et Emma Thompson
- 2010 : Auprès de moi toujours (Never Let Me Go), film américano-britannique réalisé par Mark Romanek, adaptation du roman éponyme publié en 2005, avec Carey Mulligan, Andrew Garfield et Keira Knightley

### Adaptation de son œuvre à la télévision
- 2016 : Watashi o hanasanai de (わたしを離さないで?), mini-série japonaise en 10 épisodes réalisés par Yūichirō Hirakawa, Takeyoshi Yamamoto et Ken Yoshida, adaptation du roman Auprès de moi toujours (Never Let Me Go), avec Haruka Ayase et Haruma Miura
- 2019 : An Artist of the Floating World (), téléfilm japonais réalisé par Kazuki Watanabe, adaptation du roman Un artiste du monde flottant (An Artist of the Floating World), avec Ken Watanabe et Ryoko Hirosue.

## Prix et distinctions
- 1982 : Winifred Holtby, A Pale View of Hills (Lumière pâle sur les collines)
- 1986 : prix Whitbread, An Artist of the Floating World (Un artiste du monde flottant)
- 1986 : finaliste du prix Booker, An Artist of the Floating World (Un artiste du monde flottant)
- 1989 : prix Booker, The Remains of the Day (Les Vestiges du jour)
- 1989 : élu membre de la Royal Society of Literature
- 1995 : ordre de l'Empire britannique
- 1998 : chevalier des Arts et des Lettres
- 2000 : finaliste du prix Booker, Quand nous étions orphelins (When We Were Orphans)
- 2005 : finaliste du prix Booker, Auprès de moi toujours (Never Let Me Go)
- 2017 : prix Nobel de littérature

### Nominations
- Oscars 2023 : Meilleur scénario adapté pour Vivre